# 施泰因許斯山
46°40′04″N 08°19′56.1″E / 46.66778°N 8.332250°E
施泰因許斯山（Steinhüshorn），是瑞士的山峰，位於該國中部，由伯恩州負責管轄，屬於烏里山的一部分，該山峰海拔高度3,121米，每年平均降雨量2,465毫米。